# Vrli Kraj
Vrli Kraj (cyr. Врли Крај) – wieś w Bośni i Hercegowinie, w Republice Serbskiej, w gminie Vlasenica. W 2013 roku liczyła 51 mieszkańców.